# Rene Mihelič
Rene Mihelič (Maribor, 5 luglio 1988) è un calciatore sloveno, centrocampista dell'Hengsberg.

## Statistiche

### Cronologia presenze e reti in Nazionale
| Cronologia completa delle presenze e delle reti in nazionale ― Slovenia | Cronologia completa delle presenze e delle reti in nazionale ― Slovenia | Cronologia completa delle presenze e delle reti in nazionale ― Slovenia | Cronologia completa delle presenze e delle reti in nazionale ― Slovenia | Cronologia completa delle presenze e delle reti in nazionale ― Slovenia | Cronologia completa delle presenze e delle reti in nazionale ― Slovenia | Cronologia completa delle presenze e delle reti in nazionale ― Slovenia | Cronologia completa delle presenze e delle reti in nazionale ― Slovenia |
| Data                                                                    | Città                                                                   | In casa                                                                 | Risultato                                                               | Ospiti                                                                  | Competizione                                                            | Reti                                                                    | Note                                                                    |
| ----------------------------------------------------------------------- | ----------------------------------------------------------------------- | ----------------------------------------------------------------------- | ----------------------------------------------------------------------- | ----------------------------------------------------------------------- | ----------------------------------------------------------------------- | ----------------------------------------------------------------------- | ----------------------------------------------------------------------- |
| 22-08-2007                                                              | Podgorica                                                               | Montenegro                                                              | 1 – 1                                                                   | Slovenia                                                                | Amichevole                                                              | -                                                                       | 83’                                                                     |
| 08-09-2007                                                              | Lussemburgo                                                             | Lussemburgo                                                             | 0 – 3                                                                   | Slovenia                                                                | Qual. Euro 2008                                                         | -                                                                       | 78’ 86’                                                                 |
| 13-10-2007                                                              | Celje                                                                   | Slovenia                                                                | 0 – 0                                                                   | Albania                                                                 | Qual. Euro 2008                                                         | -                                                                       | 82’                                                                     |
| Totale                                                                  |                                                                         | Presenze                                                                | 3                                                                       |                                                                         | Reti                                                                    | 0                                                                       |                                                                         |

## Palmarès

### Club

#### Competizioni nazionali
- Campionato sloveno: 1

Maribor: 2008-2009
- Supercoppa di Slovenia: 1

Maribor: 2009
- Coppa di Slovenia: 1

Maribor: 2009-2010
- Indian Super League: 1

Chennaiyin: 2017-2018